# Lakshman Kadirgamar

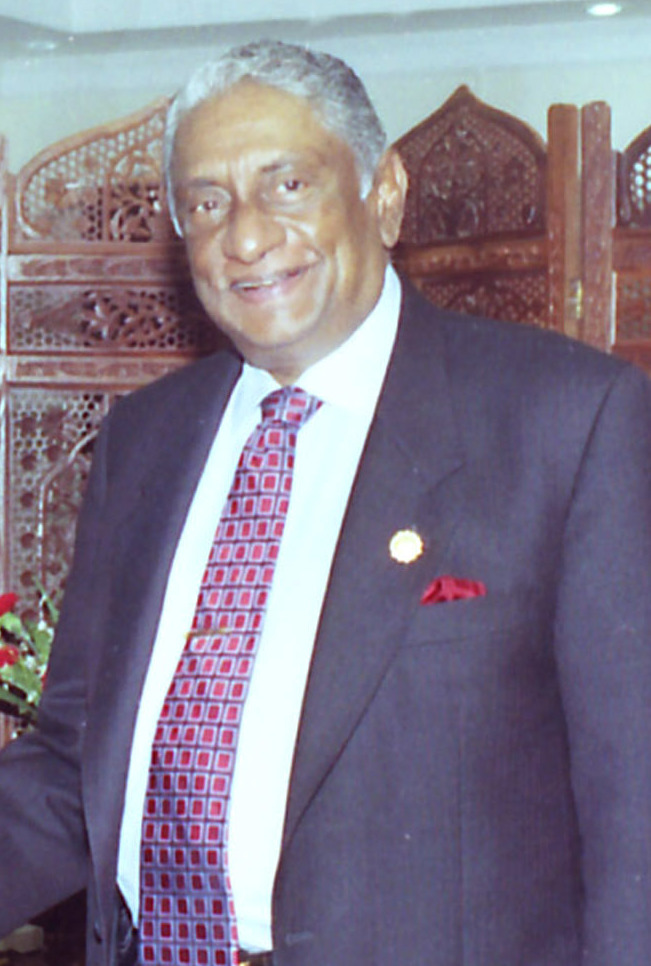
Lakshman Kadirgamar

Lakshman Kadirgamar (12 april 1932 – 12 augustus 2005, Colombo) was een politicus in Sri Lanka. Hij was minister van buitenlandse zaken van 1994 tot 2001 en wederom van april 2004 tot de dag waarop hij werd vermoord, in augustus 2005. Kadirgamar studeerde aan de Universiteit van Oxford.